# LostWinds
LostWinds é um jogo de plataforma e Aventura lançado exclusivamente para o WiiWare. O jogo foi lançado como um dos títulos de lançamento do canal WiiWare na América do Norte e América Latina em 12 de maio de 2008, custando 1000 Wii points.

## Jogabilidade
O jogo é protagonizado por um jovem garoto chamado Toku. O jogador controla o movimento de Toku com o Nunchuk, e ao mesmo tempo com a utilização do Wii Remote pode controlar o vento. O vento é utilizado para os pulos de Toku, derrotar inimigos e resolver puzzles.

## Ligações Externas
- Página Oficial
- Ficha do jogo no WiiClube